# Kriegerdenkmal (Allershausen)

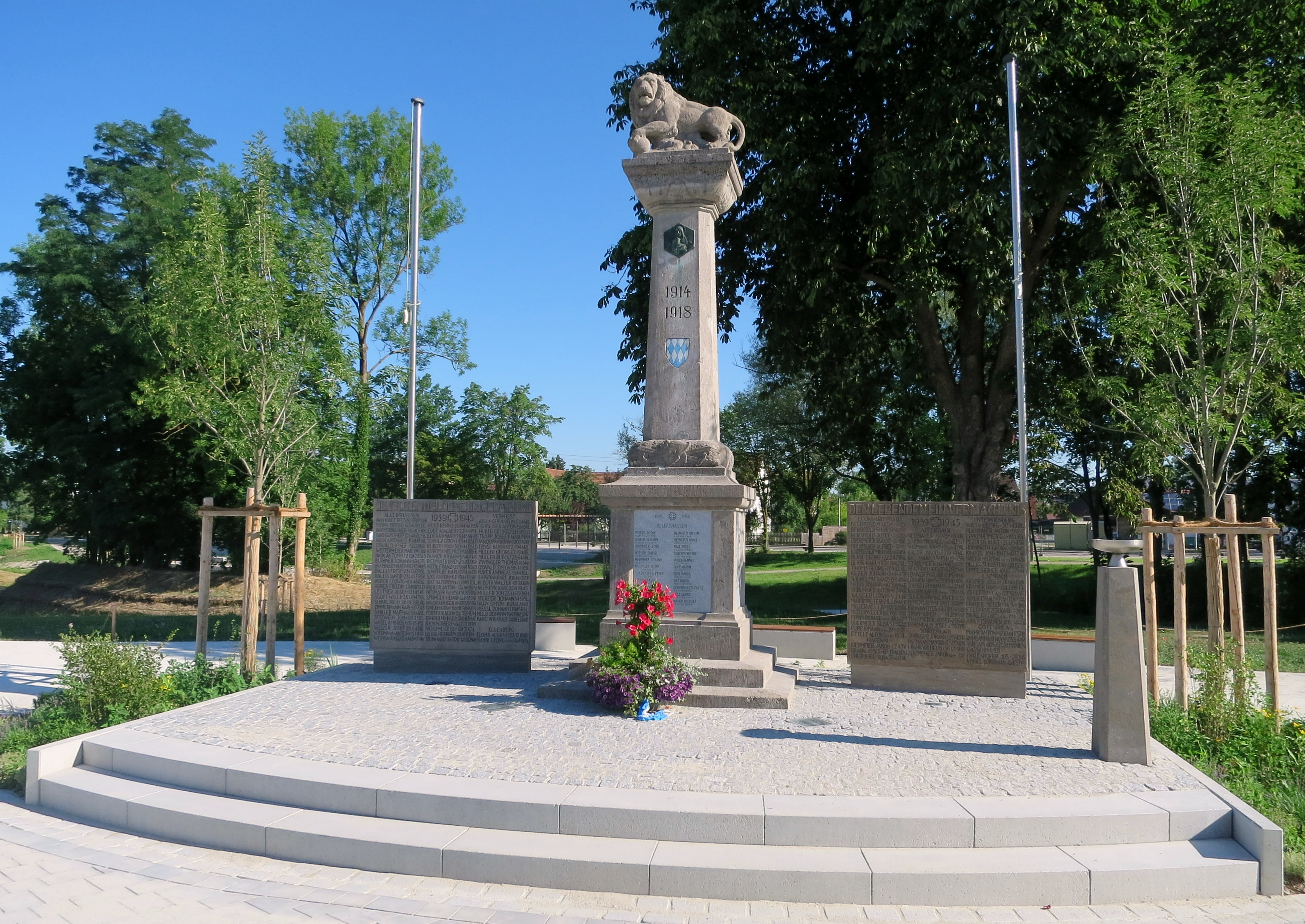
Neuaufstellung des Denkmals im Frühjahr 2017

Das Kriegerdenkmal in Allershausen (Oberbayern) ist ein etwa vier Meter hoher Steinobelisk. An der Spitze schließt er mit einem Kapitell ab, auf dem der bayerische Löwe ruhend stolz in die Umgebung blickt. An der Vorderseite des Denkmals ist ein weiß-blaues Rautenwappen in den Stein gemeißelt, darunter befinden sich die Jahreszahlen 1914–1918. Der Obelisk steht in der Dorfmitte von Allershausen unmittelbar an der Brücke über die Glonn.
Das Denkmal wurde am 30. Oktober 1921 auf Betreiben des örtlichen Krieger- und Veteranen-Vereins errichtet. Es erinnerte zunächst an die 76 Männer aus den Gemeinden Allershausen und Aiterbach, die im Ersten Weltkrieg fielen. Spenden der Bürger des Dorfes halfen bei der Finanzierung des Vorhabens.
Im November 1954 wurde das Kriegerdenkmal auf Vorschlag des Bürgermeisters Johann Sgoff mit zwei Steintafeln links und rechts ergänzt. Auf ihnen sind die Namen der 130 Gefallenen und Vermissten des Zweiten Weltkriegs aufgeführt.
Im April 2016 wurde das Denkmal im Rahmen der Bauarbeiten zur Neugestaltung der Ortsmitte abgebaut und am örtlichen Bauhof eingelagert. Nach Abschluss der Bauarbeiten sollte es etwa 20 Meter südöstlich von seinem vorherigen Standort wieder errichtet werden. Im April 2017 wurde es in der als Ortsmitte neu gestalteten Anlage an der Glonn wieder aufgestellt.